# Sächsisches Palais (Kutno)

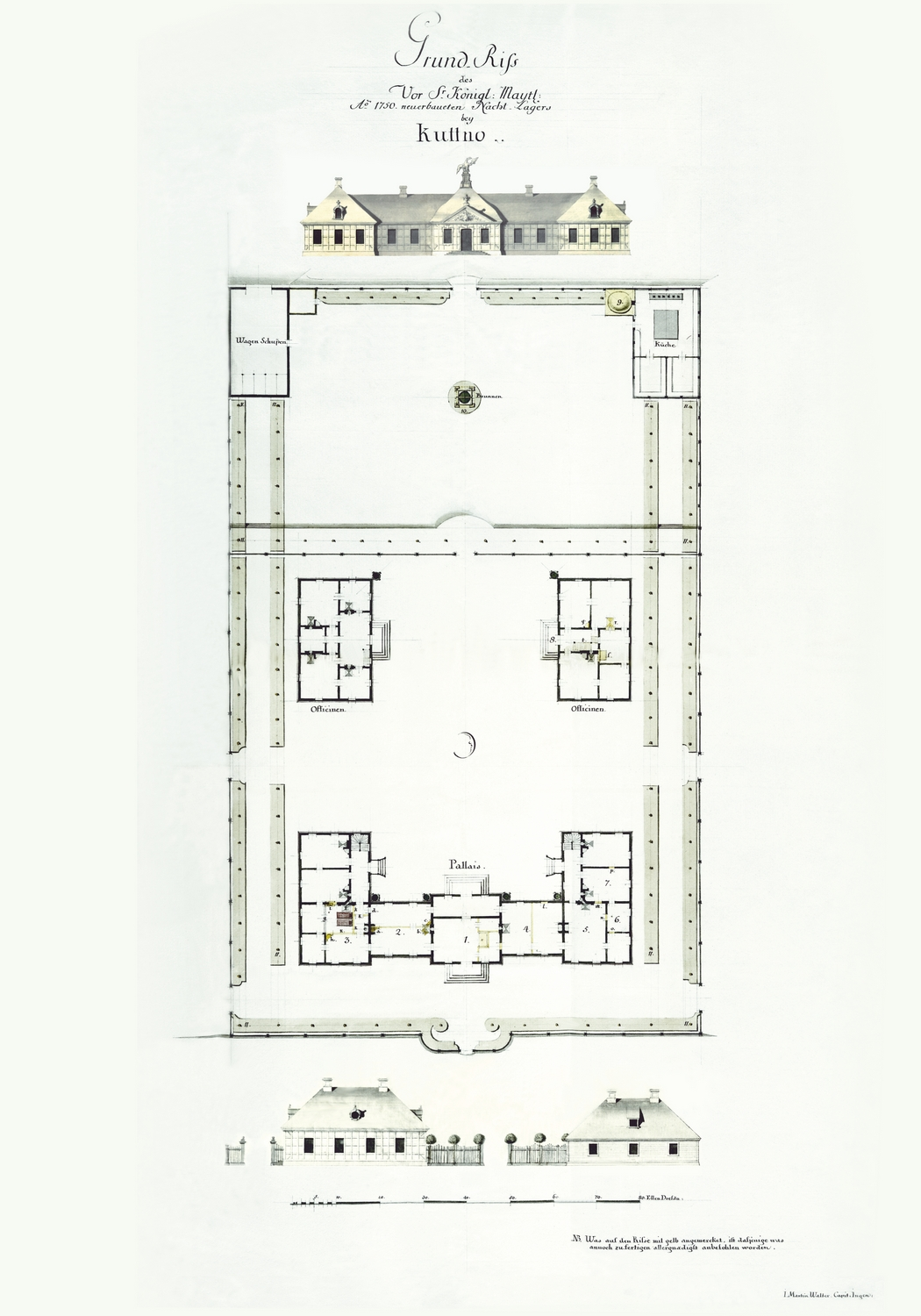

Das Sächsische Palais ist ein spätbarockes Palais aus dem Jahre 1750 in Fachwerkbauweise in Kutno an dem Marschall-Józef-Piłsudski-Platz 19 und in der Gabriel-Narutowicz-Straße 2.

## Geschichte

### Erbauung des Palais und die sächsischen Zeiten
Mitte des 18. Jahrhunderts wurde Kutno einer neuen Postroute angeschlossen, denn König August III. wechselte 1749 den bisher genutzten Weg aus Dresden, unter anderem durch Breslau bis Warschau, zu der alten mittelalterlichen Route, auf der Kutno lag. Nach der Änderung der Reiseroute Dresden–Warschau benötigte der königliche Hof neue Übernachtungs- und Raststätten. Es wurde nötig, neue Raststationen zwischen Posen und Warschau einzurichten, die in Kleczewo und Kutno gebaut werden sollten.
Die neue Route sollte vor allem die Reisezeit durch die Gebiete verkürzen, die außerhalb Sachsens und der Republik Polen lagen. Sie führte durch Königsbrück, Berndorf, Hoyerswerda, Spremberg, Forst oder Brody (erste Übernachtung), Gubin, Krosno, Gryżyna, Świebodzin (damals erste polnische Stadt), Międzyrzec (zweite Übernachtung), Lewice, Pniewy, Bytyń, Lusowo, Poznań (dritte Übernachtung), Kostrzyn, Nekla, Września, Brudzewo, Mieczownica, Kleczew (vierte Übernachtung), Sompolno, Ozorzyn, Luboniek, Głaznów, Kutno (fünfte Übernachtung), Bedlno, Kiernozia, Sochaczew, Leszno, Błonie, Warszawa.
Am 15. Januar 1750 wurde mit dem Samogetienkastellan Józef Franciszek Pac ein Vertrag unterzeichnet über die Überlassung des für die Erbauung des Palais erforderlichen Grundstücks für eine Jahreszahlung ”von 500 Tynfen in zwei Terminen aus der Schatulle des Königlichen Majestäts“. Zum Verwalter des Palais wurde Bettmeister Christhilff Gotlieb Hausius ernannt.
Mit dem Entwurf und der Errichtung des Palais wurde Kapitän Johann Martin Walther (geb. 1712, gest. 1768) beauftragt, der für die Pläne eine Vergütung von 120 Thalern erhalten hatte. Die Baukosten betrugen ungefähr 5000–6000 Thaler. Das Holz für den Bau stammte aus den in der Umgebung liegenden Wäldern um Muchnów. Bei der Errichtung des Palais wurden vorwiegend deutsche Handwerker beschäftigt und die Arbeiten wurden sehr schnell ausgeführt, so dass das Palais am 21. April 1750 fertig gestellt war. J. M. Walther war Kapitän des Ingenieurkorps, wurde von Heinrich von Brühl unterstützt und gehörte zu den Mitarbeitern berühmter Architekten wie J. Ch. Knöffel, J. H. Schwarze, J. Z. Deybel, J. D. Jauch und C. F. Pöppelmann. Davon zeugen die bisher nicht veröffentlichten Empfehlungsbriefe von Heinrich von Brühl, die sich im Dresdner Hauptstaatsarchiv befinden.
Das Palais wurde im Stil des sächsischen Barock entworfen, auf dem Rechteckplan mit zwei kurzen Flügeln, die mit Risaliten in der Frontwand und einem Risaliten in der Mitte betont wurden. Der Giebel des Mittelrisalits wurde mit einem Kaiseradler verziert, und im Tympanon wurde eine Kartusche mit dem Wappen der Republik Polen und königlichen Initialen angebracht. Lukarnen und Vasen, die das Tympanon verzieren, erinnern an Werke von J. H. Schwarz, J. Z. Deybel oder C. F. Pöppelmann. Das Ganze wurde als Fachwerk mit sichtbarem Riegelwerk erbaut.
Außer dem Palais wurden auf den Achsen der Flügel zwei parallele Nebengebäude erbaut, die im Ganzen mit Putz gedeckt waren. Im hinteren Teil des Platzes platzierte man Wagenschuppen mit Stall und Küche mit Vorratskammer und Brotofen. Zwischen den Gebäuden wurde ein Brunnen gegraben.
Im westlichen Teil des Hauptgebäudes befand sich das königliche Appartement, vermutlich mit Kabinett, Garderobe und Schlafzimmer. Neben dem Appartement befand sich wohl ein Vorzimmer und im Hauptrisalit gab es eine Kapelle.
Der König und sein Hof waren mehrmals in Kutno. Das erste Mal kamen beide Königlichen Majestäten am 24. April 1750 am späten Vormittag, „wo zur Ankunft der Königlichen Majestäten eine Ehrensalve aus kleinen Mörser abgegeben wurde. Ihre Königlichen Majestäten traten über die Schwelle des neugebauten Palais [Interims Palais] und um 11:30 verzehrten eine Mahlzeit; nachher um 12:30 fuhren die Königlichen Majestäten, ohne in Kutno zu übernachten, nach Warschau weiter, wo Sie um 22:45 in bester Gesundheit ankamen“.
Den nächsten Besuch notierte man am 8. Oktober 1750, als die königliche Familie hier auf dem Rückweg nach Dresden übernachtete. Sie wurde vom Primas Adam Ignacy Komorowski begrüßt. Der nächste königliche Besuch fand am 31. August 1752 statt. Schon Ende Juni wurde eine entsprechende Porzellangarnitur für die königliche Mahlzeit geschickt. August III. benutzte zusammen mit seiner Familie und seinem Hof das Palais noch weitere Male: am 12. Dezember 1752, am 21. Juni und am 17. Dezember 1754, am 26./27. Oktober 1756 und am 25./26. April 1763.
In den folgenden Jahren wurden viele Modifikationen und Renovierungen des Palais vorgenommen. J. M. Walther bekam unter anderem am 18. Juni 1752 eine Summe von 1903 Thalern für die Vollendung der Gebäude und der Brücken und Straßen auf der Postroute durch Großpolen nach Warschau.
Für weitere Renovierungen wurde am 13. Februar 1753 die Summe von 454 Thalern bezahlt: „für Änderungen, die in unseren Übernachtungsstätten in Kleczewo und Kutno durchgeführt wurden“.
Die nächsten Arbeiten (ab 5. September 1754) wurden schon unter Aufsicht des Bauamtes in Warschau und auf Befehl des Amtsdirektors Johann Friedrich Knöbel durchgeführt, der das Geld für weitere Renovierungen am 31. Dezember 1756 erhielt.
Nach dem Tod Augusts III. wurde das Postpalais wieder zum Eigentum der Stadt, die näheren Umstände und Bedingungen, unter welchen es dazu kam, sind nicht bekannt, denn die Rechtslage ist nach einem Dokument aus dem Jahr 1778 noch nicht geregelt.

### Geschichte des Palais nach 1763
Ende des 18. oder Anfang des 19. Jahrhunderts nahmen neue Eigentümer einige Änderungen an der Architektur des Palais vor. Der Westflügel wurde verlängert und die Korridore auf der Hofseite wurden verbreitert. Anfang des 19. Jahrhunderts wurde auch der Ostflügel um ein Nebengebäude mit zwei gewölbten Zimmern und Diele verlängert. Eine weitere, mit der sächsischen Dynastie verbundene Episode, stammt aus der Zeit des Warschauer Fürstentums. Der sächsische König und Herrscher des Warschauer Fürstentums Friedrich August war am 18. November 1807 in Kutno, aber er hielt sich im Palast des Stadtbesitzers W. Rzętkowski in Gierałty auf.
Mit dieser Zeit ist wiederum das Verweilen Napoleon Bonapartes im sächsischen Palais verbunden, der am 11. Dezember 1812 in Begleitung von Marschall Armand de Caulaincourt auf dem Rückzug aus Russland in Kutno Station machte. Der Kaiser wurde mit einem Mittagessen empfangen, und von der Gastfreundlichkeit der Gattin des Unterpräfekten gerührt, verließ er Kutno. Die französische Episode prägte sich dem Gedächtnis der Bewohner so ein, dass das Gebäude noch in der Zwischenkriegszeit „Napoleon-Haus“ oder „französisches Haus“ genannt wurde.
In den nächsten Jahren wurde das Gelände des Palais in kleinere Grundstücke aufgeteilt. Auf einer Grundkarte aus dem Jahre 1826 ist auf dem Grundstück des Palais schon das Haus des Kreisvorstehers (heute Gemeindeamt Kutno) zu sehen, und in den Jahren 1843–1845 wurde zwischen dem Palais und dem Haus des Kreisvorstehers ein Rathaus erbaut, das heute Sitz des Regionalmuseums Kutno ist.
Im Jahr 1853, damals das erste Mal „Sächsisches Palais“ genannt, bestanden die ehemaligen königlichen Immobilien „aus Fronthaus nach Vorne zur Poznańska-Straße und rechtem Flügel zur Nowy-Rynek-Straße gelegen, mit sechs rauchenden Schornsteinen, mit Schindel bedeckt, als Fachwerk gebaut außer eines Teils des Rechtsflügels, dessen Ende zugemauert wurde. Aus dem Viehstall mit dem Holzschuppen bei dem Rechtsflügel. Aus dem Wagenschuppen mit dem Stall Aus den trennenden Zäunen. Aus der Kloake mit zwei Sitzbretten. Aus dem Wagenschuppen mit Holzschuppen und Stall hinten im Hof neben den Rathausbauten“.
Der letzte Gutsherr von Kutno, Witold Mniewski, verkaufte das Grundstück 1866 an den Konditor Antoni Herde für 6000 Rubel. In den folgenden Jahren wurde das Grundstück mehrmals verkauft und in kleinere Stücke aufgeteilt. Von 1866 bis 1937 gehörte das Palais 12 Eigentümern.

### Geschichte des Palais im 20. Jahrhundert
1921 wurde das Palais in zwei Teile geteilt, im Laufe der folgenden Jahre erfolgten weitere Teilungen. Da das Gebäude mehrmals den Eigentümer wechselte, wurde dessen Inneres zu Läden, Werkstätten und Wohnungen umgebaut. Häufig umgebaut, verlor das Palais seinen ursprünglichen Charakter. Es wurde 1876 und 1879 erneut renoviert (vermutlich versuchte man damals, das ganze Gebäude zu unterkellern), und die Fassaden wurden 1932, 1937 und 1939 dem Handelszweck angepasst (auf der Süd- und Ostseite wurden neue Eingänge und Schaufenster durchgebrochen).
Im Jahre 1927 stand das Palais auf der Baudenkmalliste des Denkmalschützers für die damalige Warschauer Woiwodschaft.
Die letzten Bauarbeiten wurden 1939 durchgeführt, indem man im Ostflügel Eingänge in zwei Läden und Fenster von der Seite des heutigen Marschall-Józef-Piłsudski-Platzes schuf.
In den Jahren 1940–1944, wie die Ortszeugen berichteten, hatte im Westflügel die Gendarmerie ihren Sitz. Der Stall im Hof wurde zu zwei Gefängniszellen umgebaut.
Nach dem Zweiten Weltkrieg wurde das Gebäude unter Denkmalschutz gestellt. Am 11. Juli 1967 wurde es ins Denkmalregister eingetragen.
In diesen Zeiten war die Rechts- und Nutzungslage des Bauwerks wechselhaft und kompliziert. 1970, laut damaligen Zeitungsberichten, zeigte sich eine Möglichkeit, das Baudenkmal zu renovieren. Die Denkmalpflegearbeiten konnten damals wegen der komplizierten Rechtslage nicht durchgeführt werden.
Im Dezember 1990 kaufte die Stadt Kutno den Westteil des Gebäudes. Im Juli 1991 wurde der Teil dem Regionalmuseum in Kutno zur Verwaltung übergeben. Seit 1995 gab man sich große Mühe, um den übrigen Teil zum Eigentum der Stadt zu erwerben. Seit 2000 versuchte man intensiv, den Rechtsstand zu regeln, was nach dem Brand des Palais am 19. Januar 2003 besonders wichtig war.
Im April 2004 wurden die nicht verbrannten Räume an die Stiftung Wiederaufbau des sächsischen Palais vermietet.

### Zukunft
Seit 2. Juni 2011 ist das ganze Palais Eigentum der Stadt Kutno. Der Präsident der Stadt beauftragte das Regionalmuseum mit den Revitalisierungsarbeiten. Sie begannen im März 2015 und sollen 2019 beendet werden. Laut Entscheidung der Stadtgewalt soll das Palais zum Hauptteil eines Museumskomplexes werden.